# Osjaków (gromada)
Osjaków – dawna gromada, czyli najmniejsza jednostka podziału terytorialnego Polskiej Rzeczypospolitej Ludowej w latach 1954–1972.
Gromady, z gromadzkimi radami narodowymi (GRN) jako organami władzy najniższego stopnia na wsi, funkcjonowały od reformy reorganizującej administrację wiejską przeprowadzonej jesienią 1954 do momentu ich zniesienia z dniem 1 stycznia 1973, tym samym wypierając organizację gminną w latach 1954–1972.
Gromadę Osjaków siedzibą GRN w Osjakowie utworzono – jako jedną z 8759 gromad na obszarze Polski – w powiecie wieluńskim w woj. łódzkim, na mocy uchwały nr 40/54 WRN w Łodzi z dnia 4 października 1954. W skład jednostki weszły obszary dotychczasowych gromad Osjaków, Gabrielów, Nowa Wieś, Felinów, Dębina i Zofia ze zniesionej gminy Osjaków w tymże powiecie. Dla gromady ustalono 18 członków gromadzkiej rady narodowej.
29 lutego 1956 do gromady Osjaków przyłączono wieś Walków z gromady Dolina Czernicka w tymże powiecie.
1 stycznia 1959 do gromady Osjaków przyłączono obszary zniesionych gromad: Chorzyna, Drobnice, Dolina Czernicka i Raducki Folwark.
Gromada przetrwała do końca 1972 roku, czyli do kolejnej reformy gminnej. 1 stycznia 1973 w powiecie wieluńskim reaktywowano gminę Osjaków.